# Fualefeke

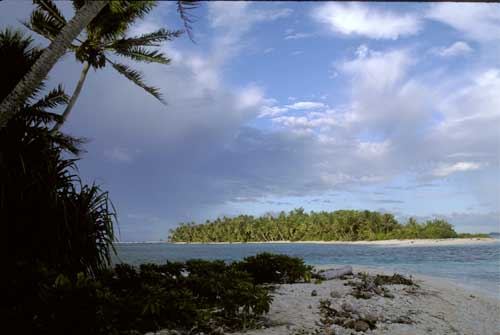
Vista da ilhota Fualifeke

Fualefeke, também conhecida como Fualifeke, é uma ilha do atol de Funafuti, que fica no país insular de Tuvalu